# جدول (حوسبة)
الجداول أو الجداول الحسابية هي جداول توزع المعلومات فيها في شبكة ذات اتجاهين أفقي ورأسي وغالبًا ما تستخدم للأغراض المالية. ومن أول التطبيقات التجارية للحاسوب كانت تلك التي تقوم بإنشاء هذه الجداول لأغراض مختلفة. أحد الأمثلة الشهيرة لبرامج الجداول هو برنامج الإكسل من مايكروسوفت.

## برامج التعامل مع البرمجيات الممتدة
- مايكروسوفت أوفيس أكسل
- أوبن أوفيس.أورج كالك